# En aften i Operaen
En aften i Operaen er en dansk kortfilm fra 2006, der er instrueret af Sune Lykke Albinus efter manuskript af Teis Boysen Møller.

## Handling
Palle er tryg, når han er i kontrol. Men hvad sker der, når han skal holde styr på sin hustrus minde, to jaloux kortmakkere, en tidsplan der skrider og et stævnemøde på samme tid? Husker han at opleve noget undervejs?